# Estação Cisneros
A Estação Cisneros é uma das estações do Metrô de Medellín, situada em Medellín, entre a Estação San Antonio e a Estação Suramericana. Administrada pela Empresa de Transporte Masivo del Valle de Aburrá Limitada (ETMVA), faz parte da Linha B.
Foi inaugurada em 28 de fevereiro de 1996. Localiza-se no cruzamento da Carrera 57 com a Rua 46. Atende no bairro La Candelaria, situado na comuna de La Candelaria.

## Localização
A estação recebeu esse nome por estar situada próxima à Praça Cisneros. A praça recebeu esse nome por homenagear Francisco Javier Cisneros, engenheiro cubano e precursor do Ferrocarril de Antioquia.
Se trata de uma estação elevada paralela à avenida La Candelaria, no centro da cidade, antes do Rio Medellín, próxima ao Centro Administrativo La Alpujarra, às sedes da Teleantioquia, do Instituto Geográfico Agustín Codazzi, da Universidad Autónoma Latinoamericana, ao morro El Volador, ao Teatro Metropolitano de Medellín, ao Edificio Inteligente da EPM, ao Parque de los Pies Descalzos e ao Museu Interativo EPM, além das igrejas do Sagrado Coração de Jesus, de San Benito e de San Juan Bosco. Em um dos acessos se encontra a Virgen del Campo, uma obra pintada a mão por María Lucía Vélez.